# Ipaporanga
Ipaporanga é um município brasileiro do estado do Ceará, Região Nordeste do país. Sua população estimada em 2018 era de 11 587 habitantes. Criado em 18 de Setembro de 1987, desmembrado do município de Nova Russas.

## Etimologia
O topônimo Ipaporanga vem do tupi Ipa (lagoa), Poranga (Bonita) e significa lagoa Bonita ou Bela. Silveira Bueno, que nos lembra a sua denominação original Águas Belas, modificado posteriormente para Ipaporanga.

## História
Originalmente as terras que atualmente está localizada a cidade de Ipaporanga, pertenciam ao Sr. Manoel Pereira de Jesus. Por volta de 1840 com o falecimento do mesmo, os herdeiros decidem vender a propriedade que é adquirida pelo casal João Vieira Passos e Maria Pelúcia de Sousa, que fixam residência neste local. Em 1877 com a seca que assolava a Região Nordeste, a família decide se mudar para a cidade de São Benedito na Serra da Ibiapaba. Com o falecimento do casal e o fim do período de seca, os filhos do casal decidem retornar as terras por volta de 1883. Com a chegada de outras famílias a sede foi elevada a categoria de Vila em 22 de outubro de 1894, por Franklin José Vieira. Ipaporanga chamou-se primitivamente Franklinópole (originário do doador do terreno Franklin José Vieira), posteriormente, convertido pela Comissão Organizadora dos Municípios para Águas Belas através do Ato de 04/09/1897, subordinado ao Município de Ipueiras perdurando até 1911. Em 1933 passa a constar como distrito de Nova Russas. Em 30 de dezembro de 1943 pelo Decreto estadual nº 1.114, mudou o nome para Ipaporanga. Em 18 de setembro de 1987 passou a categoria de Município por meio da Lei estadual nº 11.348, sendo desmembrado do município de Nova Russas, constituído de 2 Distritos: Ipaporanga (Sede) e Sacramento. Em 3 de outubro de 2014, foi criado através da Lei Municipal nº 314/2014 mais 6 (seis) Distritos: Água Branca, Sítio Araras, Cajás dos Jorges, Lagoa do Barro, Mulungu e Torrões somado ao Distrito de Sacramento e ao Município Sede (Ipaporanga).

## Geografia
De acordo com a divisão regional vigente desde 2017, instituída pelo IBGE, o município pertence às Regiões Geográficas Intermediária e Imediata de Crateús. Até então, com a vigência das divisões em microrregiões e mesorregiões, fazia parte da microrregião do Sertão de Cratéus, que por sua vez estava incluída na mesorregião dos Sertões Cearenses. Possui 8 Distritos: Ipaporanga (Sede), Sacramento, Torrões, Mulungu, Lagoa do Barro, Água Branca, Cajá dos Jorges e Sítio Araras.
- Ver também
- Lista de municípios do Ceará
- Lista de municípios do Brasil

## Religião
A principio o território de Águas Belas pertencia a Freguesia de São Gonçalo da Serra dos Cocos criada em 1757 e extinta em 1883, com a criação da Freguesia de Nossa Senhora da Conceição de Ipueiras, o território de Águas Belas foi incorporado a esta. A ideia da construção da capela surgiu por volta de 1886-1887, quando o primeiro vigário de Ipueiras: Pe. João Dantas Ferreira Lima veio a Águas Belas confessar a Senhora Maria Francisca, esposa de João Vieira Filho que estava doente, sendo o padre acolhido na casa do casal Franklin José Vieira e Isabel Sousa Vieira. Em conversa com os proprietários, foi avaliado que o lugarejo já poderia ter sua capela, pois o povo necessitava de um local para fazer suas orações e participarem da santa missa. O padre João Dantas não conseguiu construir a capela, pois ficou pouco mais de dois anos na Paróquia de Ipueiras, após a saída do mesmo, chega a Ipueiras o Pe. Francisco Máximo Feitosa e Castro. O Bispo Diocesano do Ceará D. Joaquim José Vieira ordena que os padres realizem as chamadas “Desobrigas” (visita onde o vigário ministrava as missas e sacramentos ao povo de regiões distantes da sede paroquial), e Pe. Feitosa veio desobrigar no povoado Águas Belas, onde foi acolhido na residência do Sr. Franklin José Vieira, este continuou o projeto de seu antecessor e após uma conversa com os proprietários ficou acordado o início da construção da capela. Os doadores do patrimônio da capela foram: o Senhor Franklin José Vieira, sua esposa Isabel Sousa Vieira e os familiares dela:  Antônio Sousa Vieira e Lucinda Gonçalves de Sousa, Aleixo Sousa Vieira e Maria de Sousa Lima. Estes escolheram como Padroeiro o Sagrado Coração de Jesus. No ano de 1893, começaram a se empenhar na confecção de tijolos para a construção, tendo a frente o Sr. João Rodrigues, e no mesmo ano é celebrada a missa sob os alicerces e a bênção da pedra fundamental da capela, pelo Pe. Feitosa. A doação foi feita por escrita em 12 de fevereiro de 1894, tendo sido testemunhado e escrito por Manoel Guilhermino Rodrigues Moreira, sendo que a capela já estava sendo construída. Em 1937, a Capela passou a pertencer a Paróquia Nossa Senhora das Graças de Nova Russas. Em 1992, Ipaporanga é declarada área missionária e se desmembra pastoralmente de Nova Russas. Em 17 de fevereiro de 1998 é criada a Quase Paróquia Sagrado Coração de Jesus com sede em Ipaporanga, no ano seguinte recebe seu primeiro administrador Pe. Erisvaldo Oliveira Silva. Em 1º de novembro de 2015, por decreto de D. Ailton Menegussi, é criada e oficializada a Paróquia Sagrado Coração de Jesus na cidade de Ipaporanga.

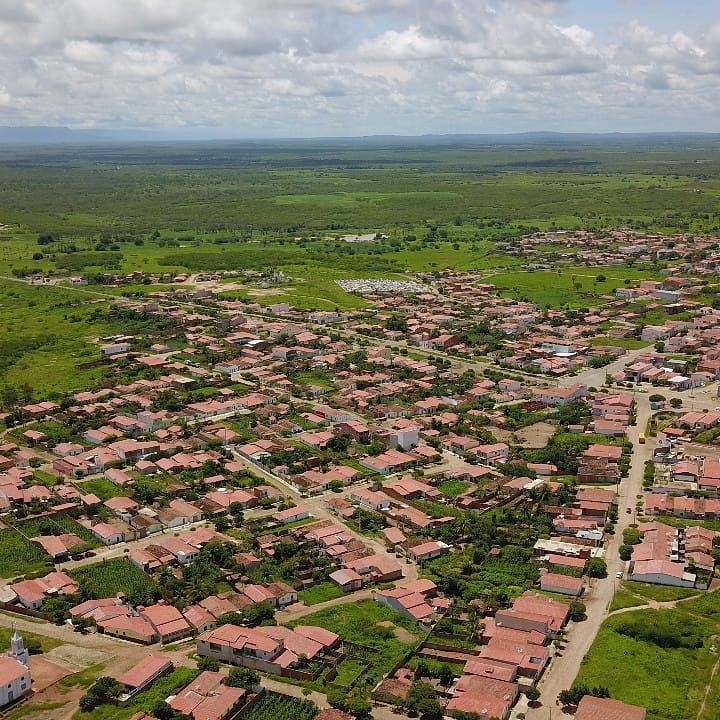

## Cultura
O principais eventos culturais são:
- Festa do Trabalhador e Trabalhadora de Ipaporanga (1º de maio).
- Festejos de Nossa Senhora de Fátima, no Santuário localizado no Bairro Central (13 de maio).
- Festival de Quadrilhas de Ipaporanga (junho).
- Festejos do Padroeiro: Sagrado Coração de Jesus (2º Domingo de julho).
- Aniversário de emancipação da cidade (18 de Setembro).
- Tríduo de Nossa Senhora Aparecida no Bairro Bom Princípio (Outubro)

## Política
Prefeitos:
1º Francisco Nilson Moreira (1989-1992).
2º Antonio Alves Melo (1993-1996).
3º Francisco Nilson Moreira (1997-2000).
4º Francisco Nilson Moreira (2001-2004).
5º Francisco Alexandrino Evangelista (2005-2008).

6º Francisco Nilson Moreira (2009-2011).

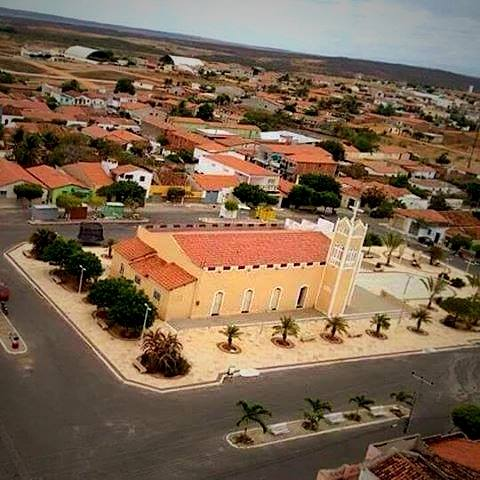

7º Ibsen Keith Catunda de Lima Moreira (2012).
8º Antonio Aves Melo (2013-2016).
9º Antonio Alves Melo (2017-2020).

10º Antonio Amaro Pereira de Oliveira (2021-2024)